# Переверзєв Володимир Олександрович
Володимир Олександрович Переверзєв (нар. 9 квітня 1975, м. Харків, СРСР) — білоруський хокеїст, захисник. 
Хокеєм займається з 1986 року. Вихованець СДЮШОР «Харків» (перший тренер — І. Н. Правилов). Виступав за «Полімір» (Новополоцьк), ХК «Гомель», «Хімік-СКА» (Новополоцьк), «Донбас» (Донецьк).
У складі національної збірної Білорусі провів 4 матчі (1 гол); учасник чемпіонату світу 1995 (група C).
Досягнення
- Чемпіон Білорусі (1996, 1997, 2003)
- Чемпіон України (2011)
- Володар Кубка Білорусі (2003, 2004)
- Срібний призер Континентального кубка (2004).